# Gaudenty (biskup Brescii)
Święty Gaudenty (łac. Gaudentius Bixiensis, względnie: Brixianus; po pol. również Gaudencjusz) (ur. w IV wieku, zm. ok. 410) – biskup Brescii (ok. 387–410), święty Kościoła katolickiego.
Wiadomo o nim, że został wyświęcony na biskupa w Mediolanie przez św. Ambrożego i że zdołał wyprosić u cesarza Arkadiusza rewizję wyroku na św. Janie Chryzostomie. W polskim piśmiennictwie patrystycznym mamy monografię dotyczącą Gaudentego, którą opracował Bazyli Degórski. 
Jest autorem 21 Kazań (Tractatus; w tym 10 homilii wielkanocnych). Ostatnie z tych kazań mówi o poprzednim biskupie Brescii, św. Filastriuszu (łac. Filastrius), pod kierownictwem którego kształcił się.
Jego wspomnienie liturgiczne obchodzone jest 25 października.